# Ethiopisch-Adalse oorlog
De Ethiopisch-Adalse Oorlog was een oorlog die tussen het Keizerrijk Ethiopië en het Sultanaat Adal werd uitgevochten in de periode 1529-1543. Deze oorlog was de eerste oorlog in Afrika waarbij aan beide zijdes van het conflict buskruit werd ingezet.

## Oorlog
In 1529 viel Ahmad ibn Ibrahim al-Ghazi namens het Sultanaat Adal het christelijke Keizerrijk Ethiopië binnen. Hij wist keizer Dawit II van Ethiopië te verslaan en na deze overwinning begon hij met het systematisch verwoesten van het Ethiopische land. Vele kerken en kloosters werden vernietigd en duizenden inwoners werden gedwongen zich te bekeren tot de islam. In de tussentijd was Dawit II naar de bergen gevlucht en had hij om hulp gevraagd van de Portugezen. Een Portugees legertje van honderd man onder leiding van Christóvão de Gama kwam hem te hulp, maar Dawit II sneuvelde voor de komst van de Portugezen in de strijd tegen Adal. De Islamitische bezetting van Ethiopië duurde van 1531 tot 1543 toen een gezamenlijk Portugees en Ethiopisch leger de moslims versloegen in de Slag bij Wayna Daga. Bij deze slag kwam ook al-Ghazi om het leven.